# Національний ковенант
Національний Ковенант (англ. National Covenant) — маніфест шотландського національного руху на захист пресвітеріанства, був виданий у 1638 році і став основою для згуртування шотландців у їхній боротьбі проти абсолютистської політики короля Карла I. Рух ковенанторів, прибічників Ковенанту, відіграв важливу роль в історії Шотландії, а також Англії та Ірландії у XVII столітті. Національний Ковенант є також одним з наріжних каменів сучасного пресвітеріанства.

## Історія ідеї ковенанту в Шотландії
Назва «ковенант» походить від англо-шотландського covenant і означає урочисту клятву, угоду, заповіт. Під цим терміном засновники протестантської церкви в Шотландії (Джон Нокс, Ендрю Мелвілл) розуміли комплекс зобов'язань, які брали на себе пророки та біблійські святі отці, укладаючи так званий «заповіт з богом». У широкому сенсі ковенантами є «Старий» і «Новий Заповіти» Біблії. У більш вузькому розумінні ковенанти з богом укладали Ной (Бут., 8-9), Авраам (Бут., 15), Мойсей (Вих., 19-24) і Давид (2 Цар., 7).
Ідеологи пресвітеріанства висунули ідею необхідності нової угоди з богом, яка б слугувала живильною силою протестантського руху та позначив розрив із католицькою церковною традицією, неправдивою, на думку шотландських реформаторів. Ця ідея була підкріплена тезою про «обраність» шотландського народу, єдиного у світі, що прийняв «істинну» віру. За висловом Нокса, «у всіх інших церквах є сліди Антихриста ((…)), і тільки в нашій церкві їх немає взагалі». Було проголошено, що шотландці є таким самим обраним народом сучасності, як євреї у давнину.
Першим шотландським ковенантом стала укладена у грудні 1557 року угода кількох шотландських аристократів (Аргайл, Лорн, Мортон та інші), у якій вони зобов'язались спільно боротись за затвердження у Шотландії протестантства. Ця угода увійшла в історію як «Перший союз» (англ. First Band) і стала ядром згуртованості шотландських протестантів. В результаті протестантської революції 1559—1560 років Реформація у Шотландії здобула перемогу та державною релігією було проголошено протестантство.
Другим історичним ковенантом вважається «Негативна сповідь», затверджена у 1581 році королем Яковом VI в умовах масового невдоволення про-католицькими заходами уряду герцога Леннокса. У цьому документі було закладено основи пресвітеріанської доктрини шляхом заперечення католицьких догматів та обрядів. Яків VI організував підписання Негативної сповіді представниками усіх станів шотландського суспільства та неодноразово підтверджував її дію. Негативна сповідь послугувала основою для затвердження у Шотландії пресвітеріанства.

## Національний ковенант 1638 року

### Прийняття
Найважливішим в історії Шотландії є «Національний ковенант» 1638 року. Невдоволення шотландського суспільства абсолютистською політикою короля Карла I та його нововведеннями у пресвітеріанське богослужіння, що наближували пресвітеріанство до англіканства, вилилось у 1637 році у повстання проти короля. 28 лютого 1638 року у Церкві францисканців в Единбурзі лідери шотландської аристократії та дворянства поставили свої підписи під Національним ковенантом. 1 березня Ковенант підписали представники шотландського духовенства й городян. Невдовзі у всіх містах та сільських парафіях країни було скликано збори, на яких жителі приймали Ковенант і присягали на вірність його ідеям.

### Автори
Авторами Національного Ковенанту були відомий шотландський богослов Олександр Гендерсон та юрист Арчібальд Джонстон. Остаточну правку до тексту маніфесту внесли лідери шотландської дворянської опозиції: лорди Балмеріно та Лаудон, граф Роутс.

### Зміст
Ковенант починався з повторення тексту «Негативної сповіді» короля Якова VI й перелічення законів, прийнятих парламентом Шотландії проти католицьких догматів та обрядів. У церковній галузі Ковенант підсумовував пресвітеріанську релігійну доктрину й чітко визначав ті елементи католицтва, які засуджувались пресвітеріанством як неправдиві. Окрім того заявлялось, що всі нововведення у шотландській церкві, затверджені королем після 1580 року, є незаконними й такими, що не відповідають істинній вірі. Це стосувалось передусім нових канонів та нової літургії, введених Карлом I у 1636—1637 роках за зразком англіканської церкви.
У конституційній галузі Ковенант затверджував супрематію парламенту й тезу, що тільки парламент може видати чи змінити закон. Це положення раніше не було відоме шотландському конституційному праву та, ймовірно, відображає англійський вплив. Король звинувачувався у порушенні цього принципу і його коронаційної присяги. У Ковенанті заявлялось про необхідність додержання монархом прав і свобод шотландського народу та принципу недоторканності приватної власності. Повторюючи англійську правову норму, Ковенант стверджував, що жоден підданий короля не може бути позбавлений свого майна, інакше ніж за вироком парламенту.
Затвердження верховної влади парламенту не дозволило авторам Ковенанту засудити низку церковних інновацій, які пройшли парламентську процедуру: «П'ять статей» і реставрацію єпископату. У цьому сенсі Ковенант залишався на позиціях поміркованого пресвітеріанства, готового визнати обмежену компетенцію єпископів. Однак розмитість формулювань Ковенанту і подальший розвиток ковенантського руху дозволили шотландським радикалам почати атаку на єпископат й ліквідувати цю церковну інституцію 1639 року.
Відмінною рисою Національного ковенату став його заклик до шотландського народу встати на захист істинної віри та об'єднатись у боротьбі проти «всіх осіб» (можливо, й короля), що зазіхають на пресвітеріанську церкву та права і свободи нації. У той самий час Ковенант не закликав до скинення королівської влади, а навпаки висловлював пошану традиційним прерогативам короля. Ця двоякість у подальшому призвела до розколу шотландського суспільства на прибічників і противників короля Карла I та громадянської війни в Шотландії у 1644—1647 роках.

### Значення
Національний ковенант став одним з найважливіших документів шотландської історії. Навколо нього об'єдналась практично вся шотландська нація, що сприяло швидкій перемозі повстання і практично безкровному затвердженню ідеалів Ковенанту до 1640 року. Ковенант заклав основи шотландського конституціоналізму та забезпечив гарантії проти королівського авторитаризму. Більше того, сам принцип ковенанту як угоди й заповіту між шотландським народом і господом богом призвів до зростання самоусвідомлення шотландців та забезпечив збереження національної ідентичності й життєвої сили цього народу у майбутньому.

## Розвиток ковенантського руху
Об'єднавшись навколо Національного ковенанту, шотландці домоглись перемоги у боротьбі проти короля Карла I й у 1640 році Ковенант було офіційно затверджено законом шотландського парламенту. У цей самий час в Англії, багато в чому під впливом подій у Шотландії, почалась Англійська революція. У 1643 році шотландці втрутились до неї на боці англійського парламенту і багато в чому сприяли поразці короля Карла I. З метою оформлення англо-шотландського союзу та для запровадження в Англії пресвітеріанської віри у 1643 році представниками обох британських держав була підписана «Урочиста ліга і Ковенант», документ, що являв розвиток ідей Національного ковенанту 1637 року.
У самій Шотландії у 1644 році розгорнулась громадянська війна між ковенанторами та роялістами. Незважаючи на перемогу ковенанторів до 1646 року становище ускладнилось подіями в Англії: король Карл I був у 1649 році страчений. Шотландці, вірні династії Стюартів, визнали новим королем його сина Карла II, який у Бредській угоді 1650 року затвердив Національний ковенант. Але у 1651—1652 роках Шотландія була завойована військами Олівера Кромвеля і приєднана до Англії.
Після Реставрації Стюартів у 1660 році король Карл II оголосив Ковенант незаконним і вигнав його прибічників з державної адміністрації. Переслідування ковенанторів особливо посилились за Якова VII. Після Славної революції 1688 року репресії проти прибічників Ковенанту припинились, хоч новий уряд утримався від його підтвердження.